# Lac Tallulah
Pour les articles homonymes, voir Tallulah.
Le lac Tallulah (en anglais : Tallulah Lake) est un lac américain dans le comté de Tuolumne, en Californie. Il est situé à 3 004 mètres d'altitude au sein de la Yosemite Wilderness, dans le parc national de Yosemite.